# Nancy Ramey
Nancy Ramey (Estados Unidos, 29 de junio de 1940) es una nadadora estadounidense retirada especializada en pruebas de estilo mariposa, donde consiguió ser subcampeona olímpica en 1956 en los 100 metros.

## Carrera deportiva
En los Juegos Olímpicos de Melbourne 1956 ganó la medalla de plata en los 100 metros estilo mariposa, con un tiempo de 1:11.9 segundos, tras su compatriota Shelley Mann y por delante de otra estadounidense Mary Sears.
Y tres años después, en los Juegos Panamericanos celebrados en Chicago ganó la plata de nuevo en la misma prueba.